# Martin Modéus
Nils Martin Modéus, född 1 mars 1962 i Sofia församling i Jönköping, är en svensk präst och Svenska kyrkans nuvarande ärkebiskop. Han installerades den 4 december 2022 som den 71:a ärkebiskopen i Svenska kyrkan sedan 1164. Mellan åren 2011 och 2022 var Modéus biskop i Linköpings stift.

## Biografi
Modéus fick vid 17 års ålder sin prästkallelse  och han prästvigdes 1986 för Växjö stift. Han verkade som pastorsadjunkt och komminister i Byarums pastorat fram till 1988, då han blev distriktsledare och komminister i dåvarande Tullinge-Tumba pastorat i Stockholms stift. Denna tjänst hade han fram till 1995. Från 1996 innehade han ett författaruppdrag från Svenska kyrkan som resulterade i boken Tradition och liv.
Från 1997 till 1999 var Modéus doktorand i Gamla Testamentets exegetik vid Lunds universitet. Detta resulterade i en avhandling inriktad på ritualstudier som han försvarade 2005. Från 2000 till 2003 var Modéus återigen verksam som komminister i Tullinge-Tumba, denna gång i Ängskyrkan. År 2003 tillträdde han tjänsten som stiftsadjunkt och enhetsledare i Stockholms stift med ansvar för gudstjänstutveckling. Denna uppgift innehade han fram till mars 2011, då han vigdes till biskop för Linköpings stift och därmed efterträdde Martin Lind.
Martin Modéus är gift med domkyrkopedagog Marianne Langby Modéus. Han är son till adjunkterna Nils Modéus och Ingrid Modéus och har två bröder, biskop Fredrik Modéus och juristen Daniel Modéus.

## Biskop i Linköpings stift (2011–2022)

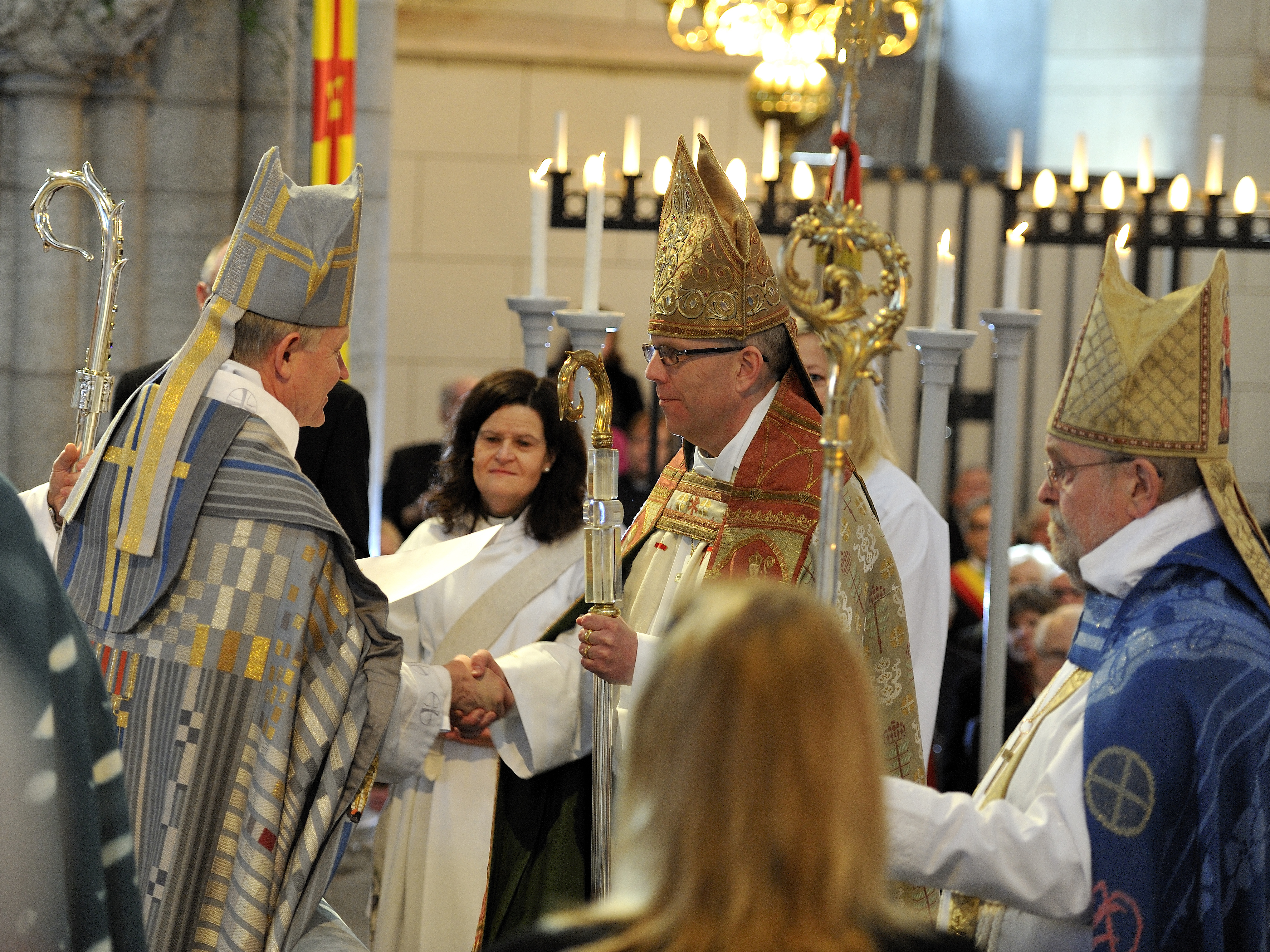
Modéus under biskopsvigningen, 2011, tillsammans med ärkebiskop Anders Wejryd och biskop Sven-Bernhard Fast.

Den 6 mars 2011 vigdes Modéus till biskop för Linköpings stift i Uppsala domkyrka av ärkebiskop Anders Wejryd. Han tog som sitt valspråk "Levande tillsammans med Kristus", vilket är hämtat från Efesierbrevet 2:5. Modéus var Linköpings stifts 64:e biskop. 
Vid Modéus 50-årsfirande den 1 mars 2012 skapades en fond för barn och unga i Linköpings stift som behöver något extra. Fonden fick namnet Martin Modéus födelsedagsfond.
Den 26 november 2022 lade Modéus ned sin kräkla vid en mässa i Linköpings domkyrka och avslutade därmed sitt ämbete som biskop i Linköpings stift. Närvarande vid stavnedläggningen var Modéus företrädare biskoparna Martin Lind och Martin Lönnebo.

## Ärkebiskopsvalet 2022
Ärkebiskop Antje Jackelén meddelade 2021 sin avsikt att gå i pension under hösten 2022. Den 30 mars 2022 presenterades resultatet av nomineringsvalet inför ärkebiskopsvalet. Martin Modéus var den kandidat som fick flest röster (29,25 %), och blev därmed en av fem kandidater till ärkebiskopsämbetet. I första valomgången 18 maj 2022 fick Modeus återigen flest röster, 37,8 %. Den 8 juni 2022 ställdes han i den andra valomgången mot biskop Johan Dalman. Modeus fick 59,0 % av rösterna och var därmed vald till ny ärkebiskop i Svenska kyrkan.

## Svenska kyrkans ärkebiskop
Den 4 december 2022 togs Modéus emot som Svenska kyrkans 71:a ärkebiskop vid en högmässa i Uppsala domkyrka. Det svenska kungaparet och representanter från regeringen närvarade vid högmässan. Under högmässan tog Modéus emot ärkebiskopskorset och ärkebiskopsstaven, som symboliserar en herdestav. I sin predikan lyfte han teman som glädje, befrielse, äkthet och nåd.

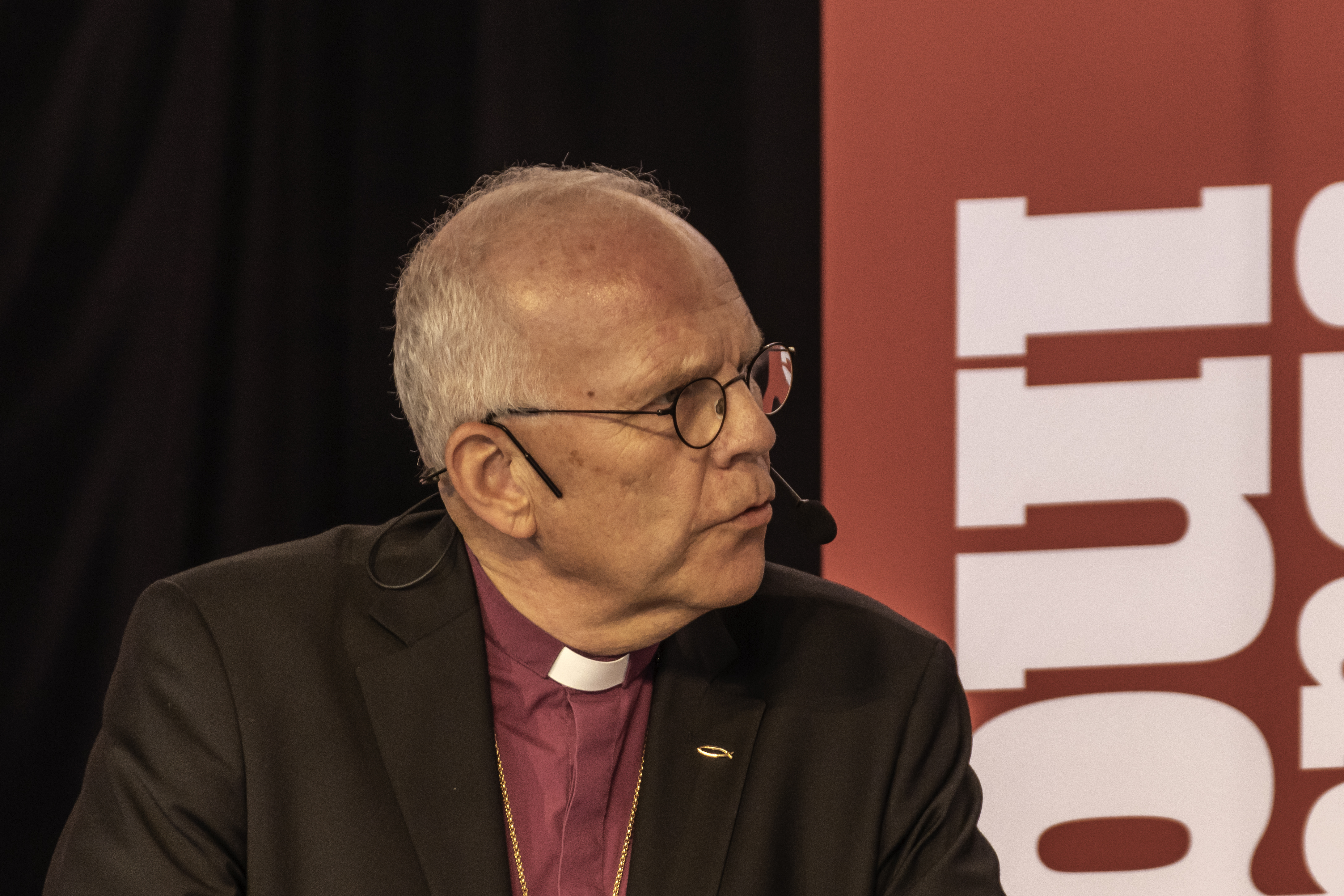
Modéus under Almedalsveckan, 2024.

Som ärkebiskop är Modéus Svenska kyrkans främste företrädare. 
I mars 2023 undertecknade Modéus en överenskommelse om särskilt ekumenisk samverkan mellan den Episkopalkyrkan i USA och Svenska kyrkan. Undertecknandet skedde i Paris och medverkande var ärkebiskop Modéus för Svenska kyrkan och biskop Michael Curry för den Episkopala kyrkan.
Den 23 november 2023 bjöd Modéus in till en fredsgudstjänst i Uppsala domkyrka med rubriken "Nu samlas vi för fred". Bland de medverkande fanns riksdagens talman Andreas Norlén, generalsekreteraren för Sveriges kristna råd Sofia Camnerin och representanter för olika trossamfund.
Den 2 maj 2024 mötte Modéus påve Franciskus i Vatikanen och hade ett gemensamt möte som fokuserade på arbete och samtal kring teologi och att gå framåt tillsammans. 
Söndagen den 9 februari 2025, efter skolskjutningen i Örebro den 4 februari 2025, predikade Modéus i en gudstjänst som direktsändes i Sveriges Television från Längbro kyrka i Örebro. Gudstjänsten hade temat: "För ljus och hopp". Modéus predikan handlade om: "Att tända ljus, en enkel handling när orden inte räcker till, men som ändå innehåller så mycket." Närvarande under gudstjänsten var bland annat kronprinsessan Victoria och prins Daniel.
Den 18 maj 2025 deltog Modéus vid installationen av påve Leo XIV i Vatikanen.

### Vapensköld
Modéus vapensköld som ärkebiskop innehåller två fält med Uppsala ärkestifts vapen och två fält med hans personliga vapen med ett lamm och ett lejon. Modéus har beskrivit lammet som en symbol för Kristus och för sin hemförsamling i Jönköping, och lejonet som ett tecken för mod. Bakom skölden finns en kräkla, samt en korsstav som endast ärkebiskopen har i sin vapensköld.

### Deltagande i samhällsdebatten
Modéus har som ärkebiskop gjort uttalanden till stöd för judar och muslimer i Sverige efter koranbränningar och förintelseförnekande budskap. Modéus gjorde ett yttrande den 31 januari 2023 där han gav sitt stöd till muslimer och judar som han menar har angripits i det svenska samhället.
Ärkebiskop Modéus har yttrat sig efter Hamas attack mot Israel i oktober 2023 där han ber om respekt och återhållsamhet för människoliv. Tillsammans med Svenska kyrkans biskopar gjorde Modéus ett uttalande om konflikten mellan Israel och Hamas där de värnade om fred. Biskoparna ville uttrycka sin: "varmaste medkänsla med våra medmänniskor i Israel och Gaza som drabbats av terror, våld och krigshandlingar, för de som skadats och de som sörjer". I augusti 2024 uttalade sig biskoparna åter om konflikten med "sorg och bestörtning på det mänskliga lidande som orsakas av kriget mellan Hamas och Israel". Ett år senare uppmanade Modéus, tillsammans med biskoparna, att Svenska kyrkans församlingar skulle låta kyrkklockorna ringa den 10 augusti 2025 för de drabbade och för fred i Israel och Palestina. Modéus uppmaning till klockringning och bön möttes av delade meningar; där en del kritiker, däribland teologen och författaren Ann Heberlein, kritiserade ärkebiskopens initiativ för att bönen inte nämner de israeler som hålls som gisslan och att andra pågående konflikter inte ges samma fokus. Modéus svarade på kritiken i en intervju i P1 Morgon att initiativet inte är en "politisk markering" och att bönen inte bortser från gisslan.

### Biskopsvigningar
Som ärkebiskop har Martin Modéus vigt följande biskopar:
- Erik Eckerdal, Visby stift (15 januari 2023).
- Marika Markovits, Linköpings stift (15 januari 2023).
- Teresia Boström, Härnösands stift (22 september 2024).
- Ulrica Fritzson, Skara stift (22 september 2024).

## Uppdrag i urval
- 2011–2021: Ledamot i Svenska kyrkans teologiska kommitté
- 2006–2010: Ledamot i kyrkohandbokskommittén
- 2003–2009: Ledningsgruppen för projektet på nationell nivå Glad, enkel, folklig mässmusik, ett projekt för att få fram ny mässmusik till Svenska kyrkans huvudgudstjänster.
- 1988–1990: Ledamot (suppleant respektive ordinarie) i Riksförbundet Kyrkans Ungdoms förbundsstyrelse, och satt i dess utbildningsutskott 1988-1991.